# 미놀타 X-300
미놀타 X-300(Minolta X-300(아시아), Minolta X-370(미국))은 1981년에 미놀타가 발표한 35mm 일안 반사식 카메라(SLR)이다. 대한민국에선 삼성이 수입·판매하였다. 조리개 우선 모드를 지원한다.
미놀타 X-300은 미놀타 X-700를 기초로 만든 모델이며, 출시가격을 낮추기 위하여 X-700에서 TTL 측광, 피사계 심도 미리보기, 프로그램 노출 모드, 뷰파인더에서의 조리개 노출 설정 확인 등의 기능을 제거한 기종이다. 미놀타 X-300은 출시 이후 미놀타 X 시리즈의 기본 모델이 되었다. 또한 1999년에 발표된 미놀타 X-300s의 본래 모델이기도 하다.

## 기기 사양
| 형식       | 전자제어식 35mm 포컬플레인 셔터부착 일안반사식 AE 카메라 |
| 촬영모드   | 조리개우선AE, 매뉴얼 |
| 사용필름   | 35mm 필름 |
| 화면크기   | 24X36mm |
| 렌즈마운트 | 미놀타 베이어넷 마운트 |
| 사용렌즈   | 전 종류의 MD, MC렌즈 및 미러업 필요가 없는 SR마운트 렌즈 |
| 파인더     | 형식 : 5각 프리즘식 일안 반사 방식 |
| 파인더     | 포커싱 스크린 : 중앙부 - 스프릿트마이크로프리즘 방식 주변부 - 아큐트매트 방식 |
| 파인더     | 시야율 : 95% (50mm 표준화면 24X36mm) |
| 파인더     | 배율 : 0.9배 (50mm 표준렌즈 ∞때) |
| 파인더     | 시도 : -1diopt |
| 파인더     | 파인더 표시 : 자동모드 - "A"표시 LED, 자동셔터속도 LED, 셔터속도치 연동범위외표시 LED, 스트로보 충전완료표시 수동모드 - "M"표시 LED, 수동셔터속도 LED, "B"표시 LED, 셔터속도치 연동범위외표시 LED,스트로보 충전완료표시 |
| 노출제어   | 측광방식 : TTL 중앙중점 평균측광 (전용 스트로보 사용시 필름면에 직접 측광) |
| 노출제어   | 수광소자 : SPC |
| 노출제어   | 측광범위 : EV 1~18(ASA/ISO 100, F1.4 렌즈 사용시) |
| 노출제어   | 필름감도 : ASA/ISO 12~3200 (1/3단) |
| 셔터       | 셔터속도 : 전자제어식 좌우주행식 포막 focal plane shutter AUTO - (자동모드) 4초~1/1000초(무단계) MANUAL - 1, 1/2, 1/4, 1/8, 1/15, 1/30, 1/60, 1/125, 1/250, 1/500, 1/1000초, B(클릭 스톱 위치 이외 사용불가)            |
| 셔터       | 셔터 다이얼 릴리즈 : 클릭스톱엔드리스식 다이얼(A위치고정), 전자 릴리즈 방식(전지 전압 저하시 릴리즈 락), 리모트 릴리즈 터미널 부착                                                                                      |
| 셀프타이머 | 전자제어식 작동시간 10초 셔터 버튼에 의한 시작, 작동도중 해제 가능 LED : 8초간 2Hz, 1초간 8Hz |
| 싱크롤     | 싱크롤 접점 : X접점 악세사리슈(감전방지장치 부착) 싱크롤 오버 컨트롤 접점(충전완료시 자동적으로 1/60에 설정) 스트로보 벌브 1/15보다 저속으로 동조 TTL 자동조광신호 접점                                                 |
| 필름카운터 | 순산식(뒤 뚜껑을 개방하면 자동복원) |
| 필름전송   | 작동 레버를 돌리는 식, 돌리는 각도 130도, 예비 각도 30도 (모터 드라이버1, 오토와인더-G 장착시 자동 필름 전송 가능) |
| 필름되감기 | 되감기 버튼 및 되감기 크랭크에 의한 방식 되감기 버튼 자동 복원 |
| 뒤 뚜껑    | 뒤 뚜껑 개폐노브식, 원터치 고정식 교환가능(멀티펑션백 및 데이터백 장착 가능) |
| 사용전지   | 1.5V 알칼리 망간 전지 LR44(A76) 또는 CR-1/3N 리튬전지 |
| 기타       | 아이피스 캡, 메모홀더, DIN/ASA 환산표, 필름장전 확인표시, 리모콘 모드, 릴리즈 소켓, 정면 손잡이 |
| 크기       | 137X90X51.5mm |
| 무게       | 470g (전지 무게 제외) |